# Eleonóra
Az Eleonóra női név az arab Ellinor névből ered és több nyelv közvetítésével lett népszerű. Előbb spanyol közvetítéssel jutott el Franciaországba, majd onnan Angliába, ahol népszerű lett.

## Képzett és rokon nevek
- Lenóra:[1] az Eleonóra rövidülése.[3]

Ella, Leonóra, Nelli, Nóra, Norina, Elli, Elinor

## Gyakorisága
Az 1990-es években az Eleonóra ritka, a Lenóra szórványos név, a 2000-es években nem szerepelnek a 100 leggyakoribb női név között.

## Névnapok
Eleonóra:
- február 21.[2]
- július 9.[2]
- július 11.[2]
- július 12.[2]

Lenóra:
- február 21.[3]

## Idegen nyelvi változatai
- Eleanor (angol)

## Híres Eleonórák, Lenórák
- Pfalz–Neuburgi Eleonóra német-római császárné és magyar királyné
- Aquitániai Eleonóra, Anglia és Franciaország királynéja
- Arboreai Eleónora szárd királynő
- Téglási Eleonóra válogatott labdarúgó